# توماس هاينز (أستاذ جامعي)
توماس هاينز (بالإنجليزية: Thomas Hines)‏ هو مؤرخ أمريكي، ولد في 1936 في أكسفورد في الولايات المتحدة.